# Gyrophaena fuscicollis
Gyrophaena fuscicollis  (лат.) — вид жуков-стафилинид рода Gyrophaena из трибы Homalotini (подсемейство Aleocharinae). Северная Америка.

## Распространение
Неарктика: Канада, США.

## Описание
Мелкие коротконадкрылые жуки. Длина тела от 2,0 до 2,4 мм, форма узкая, субпараллельная. Пронотум в 1,2 раза шире своей длины. Окраска головы чёрная, тело светло коричневое. Обнаружены с июля по сентябрь в лиственных и смешанных лесах. Этот вид также был найден в еловых, сосновых, пихтовых лесах (в возрасте 80–120 лет), старых лиственных лесах и на лугах. Личинки и взрослые жуки питаются грибами (облигатные микофаги), в которых живут, питаются и размножаются, откладывают яйца. Поедают споры, базидии и гифы грибницы. Голова широкая, сильно поперечная. Глаза относительно крупные, выступающие (за глазами голова суженная). Язычок длинный и узкий. Губные щупики 2-члениковые. Переднеспинка уже надкрылий. Задние лапки 5-члениковые, а лапки передних и средних состоят из 4 сегментов (формула лапок: 4-5-5).